# Людина-вовк проти Ґодзілли
«Легендарний гігантський звір Людина-вовк проти Ґодзілли» (яп. 伝説の巨獣狼男対ゴジラ, денсетсу но киоджю окамі отокл тай ґодзіра) — японський фанатський фільм режисера Шизуо Накаджіма, який не вийшов у прокат.

## Сюжет
З того, що було оголошено, сюжет фільму «Людина-вовк проти Ґодзілли» починається з того, що перевертень з'являється в сільській місцевості, опромінюється і збільшується до розміру дайкайдзю. Людина-вовк зустрічається з Ґодзіллою в сільській місцевості, і обидва монстри б'ються. Ґодзілла зображується злим монстром, як у ранніх фільмах епохи Сьова. Незважаючи на це, Ґодзілла зображується як менш зла істота, порівняно з Вольфменом.

## Виробництво
Режисер Шизуо Накаджіма задумав ідею фільму під час роботи на посаді помічника виробництва в Toho. Він планував його як повнометражний фільм із людською драмою. Накаджіма черпав натхнення з «Прокляття перевертня». Команда Шизуо Накаджіми придбала матеріали безпосередньо у Тохо і створила мініатюрні промислові фабрики, будівлі та копію костюму Ґодзілли 1964 року. Завдяки колишнім співробітникам Тохо, фільм розпочали знімати в 1983 році і завершили в середині 80-х, закінчивши 10 годин необроблених кадрів. Фільм зняли на восьмиміліметровій плівці. Пост-продакшн триває з середини 80-х років і до цього часу.

## Реліз
Фільм залишився невипущеним через суди з Тохо (власниками Ґодзілли) за використання персонажа, захищеного авторським правом.